# مرکز چین

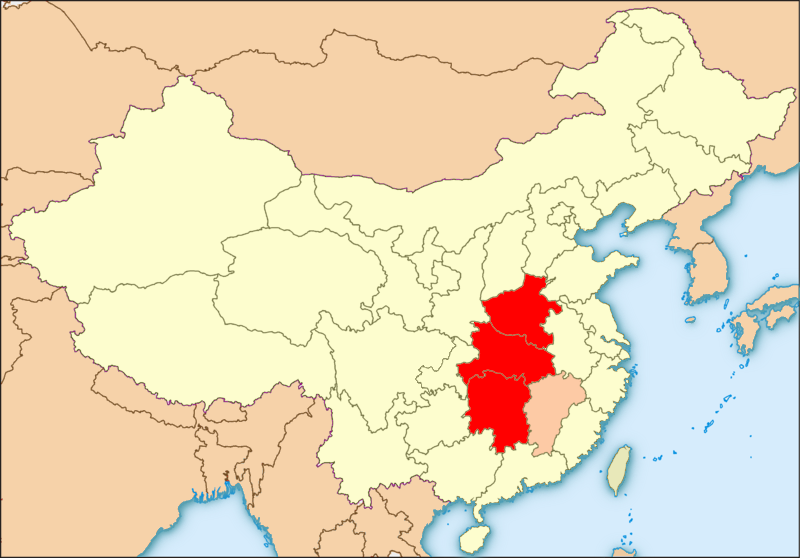
منطقه مرکز چین.

سبز = طرح توسعه مرکز چین

مرکز چین (چینی: 华中; پین‌یین: Huázhōng) منطقه‌ای در چین است که استان‌های هنان، هوبئی و هونان را در بر می‌گیرد. گاهی جیانگژی نیز بخشی از این منطقه در نظر گرفته می‌شود. چین مرکزی اکنون رسماً بخشی از منطقه جنوب مرکزی چین است.
در چارچوب طرح ظهور مرکز چین توسط شورای دولتی جمهوری خلق چین در سال ۲۰۰۴، استان‌های پیرامونی شامل شانشی و آن‌هوئی نیز به عنوان بخشی از مناطق توسعه مرکزی چین تعریف می‌شوند. از سال ۲۰۰۴، این استان‌ها افزایش مستمر سرمایه‌گذاری داخلی، به ویژه از مناطق ساحلی را تجربه کرده‌اند.
به‌عنوان بخشی از هدف دولت شی جین پینگ برای شهری‌سازی ۲۵۰ میلیون شهروند تا سال ۲۰۲۵ به عنوان اولین مرحله از برنامه بلندمدت نوسازی سبز، چین به دنبال اسکان مردم روستایی سابق در مراکز استان‌ها، شهرهای استانی و شهرهای سطح شهرستان در مرکز چین (و نیز چین غربی است.

## تقسیمات کشوری
| GB | ISO 3166-2:CN | استان      | نام چینی           | مرکز   | جمعیت      | تراکم  | مساحت   | مخفف/نماد |
| -- | ------------- | ---------- | ------------------ | ------ | ---------- | ------ | ------- | --------- |
| HA | ۴۱            | استان هنان | 河南省 Hénán Shěng | ژنگژو  | ۹۴٬۰۲۳٬۵۶۷ | ۵۶۳٫۰۱ | ۱۶۷٬۰۰۰ | 豫 Yù     |
| HB | ۴۲            | هوبئی      | 湖北省 Húběi Shěng | ووهان  | ۵۷٬۲۳۷٬۷۴۰ | ۳۰۷٫۸۹ | ۱۸۵٬۹۰۰ | 鄂 È      |
| HN | ۴۳            | هونان      | 湖南省 Húnán Shěng | چانگشا | ۶۵٬۶۸۳٬۷۲۲ | ۳۱۲٫۷۷ | ۲۱۰٬۰۰۰ | 湘 Xiāng  |

## شهرهای با مساحت شهری بیش از یک میلیون نفر
مراکز استان‌ها به صورت پررنگ نوشته شده‌اند.
| # | شهر       | مساحت شهری | مساحت بخش | املاک شهری | استان | تاریخ سرشماری |
| - | --------- | ---------- | --------- | ---------- | ----- | ------------- |
| ۱ | ووهان     | ۷٬۵۴۱٬۵۲۷  | ۹٬۷۸۵٬۳۸۸ | ۹٬۷۸۵٬۳۸۸  | HB    | ۲۰۱۰-۱۱-۰۱    |
| ۲ | ژنگژو     | ۳٬۶۷۷٬۰۳۲  | ۴٬۲۵۳٬۹۱۳ | ۸٬۶۲۷٬۰۸۹  | HA    | ۲۰۱۰-۱۱-۰۱    |
| ۳ | چانگشا    | ۲٬۹۶۳٬۲۱۸  | ۳٬۰۹۲٬۲۱۳ | ۷٬۰۴۰٬۹۵۲  | HN    | ۲۰۱۰-۱۱-۰۱    |
| ۴ | لوئویانگ  | ۱٬۵۸۴٬۴۶۳  | ۱٬۹۲۶٬۰۷۹ | ۶٬۵۴۹٬۹۴۱  | HA    | ۲۰۱۰-۱۱-۰۱    |
| ۵ | شیانگیانگ | ۱٬۴۳۳٬۰۵۷  | ۲٬۱۹۹٬۶۹۰ | ۵٬۵۰۰٬۳۰۷  | HB    | ۲۰۱۰-۱۱-۰۱    |
| ۶ | هنگیانگ   | ۱٬۱۱۵٬۶۴۵  | ۱٬۱۳۳٬۹۶۷ | ۷٬۱۴۸٬۳۴۴  | HN    | ۲۰۱۰-۱۱-۰۱    |
| ۷ | ایچانگ    | ۱٬۰۴۹٬۳۶۳  | ۱٬۴۱۱٬۳۸۰ | ۴٬۰۵۹٬۶۸۶  | HB    | ۲۰۱۰-۱۱-۰۱    |